# Mercedes Tomasa San Martín y Escalada
Mercedes Tomasa de San Martín y Escalada (Mendoza, 24 août 1816 - Brunoy, 28 février 1875), surnommée Merceditas, est la fille unique du général José de San Martín et de María de los Remedios de Escalada. Elle a épousé le diplomate et médecin Mariano Severo Balcarce.

## Biographie

### Enfance argentine
Mercedes Tomasa naît à Mendoza le 24 août 1816. Fille du général José de San Martín et de María de los Remedios de Escalada, elle est baptisée à Mendoza par le vicaire général militaire José Lorenzo Güiraldes le 31 août 1816,. Née avant l'indépendance, elle est donc née espagnole comme le stipule son acte de baptême. Son parrain est le sergent major Don José Antonio Alvarez de Condarco et sa marraine est doña Josefa Alvarez. Un an plus tard, le général San Martín est nommé gouverneur de Cuyo dans le but d'entreprendre la campagne de libération du Chili. Mercedes et sa mère partent alors vivre dans la maison de ses grands-parents José Escalada et Tomasa Quintana à Buenos Aires,,. Les autorités portègnes voulant attribuer une rente au général San Martín, celui-ci refuse mais doit accepter une rente pour sa fille Mercedes de 600 pesos annuellement (une loi lui interdisait de prendre la moindre mesure de nature à priver son enfant d'un avantage à venir). Cette rente sera versée à Mercedes jusqu'en 1824.
José de San Martín ne peut pas accompagner son épouse et sa fille en raison d'obstacles mis par le président Bernardino Rivadavia, qui cherche à éviter que San Martín entre dans la ville. En 1818, après la Bataille de Maipú et la victoire de la campagne Libertadora au Chili, San Martín revient à Buenos Aires, d'où, une fois réuni avec sa famille, il repart avec elles pour s'installer à nouveau à Mendoza et à la Chacra de Barriales. Lorsque Mercedes a environ deux ans, la santé de sa mère Remedios s'aggrave. Cela oblige San Martín à retourner à nouveau à Buenos Aires pour y laisser Mercedes aux soins de ses grands-parents et surtout de sa tante María Eugenia Escalada de Demaría tandis qu'il repart au Chili pour continuer la campagne de libération vers le Pérou. Le 3 août 1823, Remedios décède de tuberculose et Mercedes reste donc à la charge de sa grand-mère Tomasa,.

### Exil en Europe
Le 21 février 1824, après la guerre d'indépendance, San Martín, accusé par Rivadavia d'être devenu un conspirateur, embarque avec sa fille sur la frégate française Le Bayonnais et s'exile en Europe. Ils se rendent d'abord en France, au Havre, puis en Grande-Bretagne,. Mercedes y est accueillie par la famille Heywood et elle étudie au Hampstead College de Londres, et une fois ses études terminées, les San Martín s'installent pour un temps en Belgique. Ensuite ils s'établissent en France au 18 rue Providence et en 1834 déménagent à Grand Bourg près d'Évry où il résident jusqu'en 1848.

### Épouse de diplomate
En 1831, le père et la fille contractent le choléra et sont soignés par le médecin argentin Mariano Severo Balcarce. Mercedes et Mariano Balcarce se marient le 13 septembre 1832. Ils auront deux filles,. Le couple doit revenir à Buenos Aires pour des obligations politiques de Mariano Balcarce et ils y restent plus d'une année. Durant cette période, le 14 octobre 1833, Mercedes donne naissance à sa première fille María Mercedes,. À la fin de 1835 les Balcarce retournent en France ; Mercedes ne reviendra jamais dans son pays natal. Le couple s'installe dans la propriété du général San Martín au Grand Bourg ; quelques mois plus tard, le 14 juillet 1836, y naît la deuxième fille du couple, Josefa Dominga,. En 1848, en raison des mouvements révolutionnaires qui secouent la France, José San Martín et sa famille décident de se déplacer dans une petite ville plus retirée, Boulogne-sur-Mer où le général argentin décède deux ans plus tard assisté jusqu'à son dernier souffle de sa fille et de son gendre.
Après la mort de San Martín, la famille Balcarce s'installe à Brunoy, dans la banlieue de Paris. Le 21 mai 1860, la fille aînée de Mercedes, María Mercedes y décède âgée de seulement 27 ans. Mercedes se consacre désormais à des tâches artistiques, mondaines ou protocolaires. En Mai 1873, au Havre, elle coupera le cordon du lancement d'un grand navire à vapeur appelé le San Martin en l'honneur de son père.
Elle se trouve à Brunoy lorsque, soudainement, dans l'après-midi du 28 février 1875 elle meurt à l'âge de 58 ans,,.
Sa fille cadette Josefa Dominga Balcarce (1836-1924), épouse en 1861 du diplomate Fernando Gutiérrez de Estrada et dernière descendante du général San Martín, est la fondatrice d'un centre d'accueil pour personnes âgées pauvres à Brunoy qui est toujours une maison de retraite. Elle obtient la Légion d'honneur après la Première Guerre Mondiale pour avoir mis ses locaux à disposition de l'armée française, qui en fit un hôpital militaire.  

### Retour de ses restes en Argentine
En 1951, les corps de Mercedes San Martín y Escalada, de son époux et de sa fille aînée María Mercedes, sont rapatriés et enterrés dans le mausolée de la Basilique San Francisco, à Mendoza,.
La fille de San Martín est restée honorée dans la province de Mendoza où le jour de sa naissance est célèbrée comme le Jour du Père en son honneur.

## Maximes

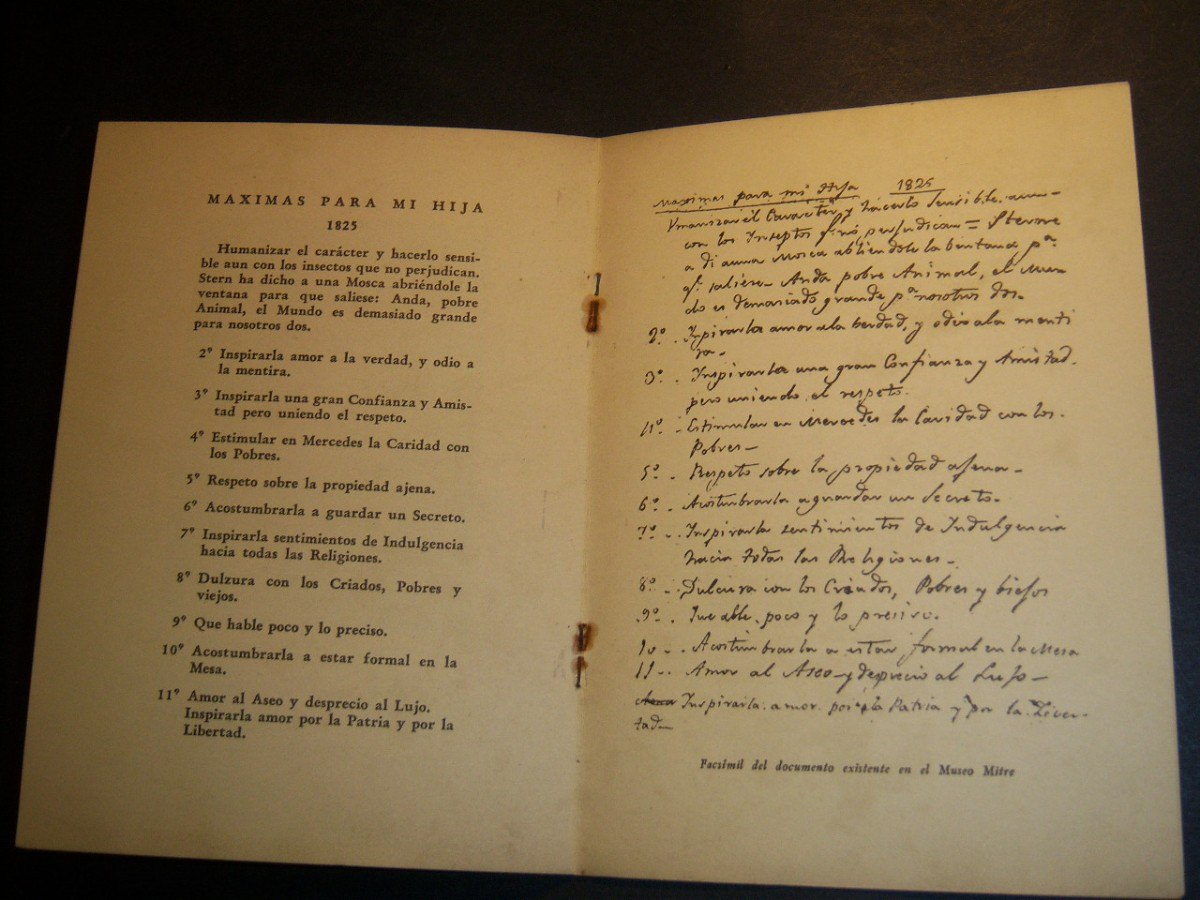
Maximes de José de San Martín.

En 1825, José de San Martín avait décidé d'écrire les Maximes qui devaient régir l'éducation de sa fille « Merceditas ». On y trouve douze phrases qui représentent les vertus civiles du Libertador et ses idéaux éducatifs fondés sur l'amour et sur le respect du prochain.
1. Humaniser son caractère et le sensibiliser, y compris avec les insectes qui ne nous font pas de mal.
2. Lui inspirer l'amour de la vérité et la haine du mensonge.
3. Lui inspirer grande confiance et amitié, mais en y unissant le respect.
4. Stimuler en Mercedes la charité aux pauvres.
5. Respect de la propriété d'autrui.
6. L'habituer à garder un secret.
7. Lui inspirer sentiment de respect vers toutes les religions.
8. Douceur envers les domestiques, les pauvres et les vieux.
9. Qu'elle parle peu mais juste.
10. L'habituer à avoir de bonnes manières à table.
11. Amour de l'hygiène, mépris du luxe.
12. Lui inspirer l'Amour à la Patrie et de la liberté.